# Форд-Фулкерсонов алгоритам
Форд-Фулкерсон метод (назван по Л. Р. Форду, мл. и Д. Р. Фулкерсону је алгоритам који рачуна максимални проток у транспортној мрежи. Објављен је 1956. Име "Форд-Фулкерсон" се често користи и за Едмондс-Карп алгоритам, који је специјализација Форд-Фулкерсона.
Основна идеја је једноставна. Докле год постоји путања од извора (почетни чвор) до понора (крајњи чвор), са доступним капацитетима на свим гранама путање, слаћемо проток дуж једне од ових путања. Тада проналазимо нову путању итд. Путања се доступним капацитетом се назива појачавајућа путања.

## Алгоритам
Нека је {\displaystyle G(V,E)} граф и нека за сваку грану од {\displaystyle u} до {\displaystyle v} {\displaystyle c(u,v)} представља капацитет, а {\displaystyle f(u,v)} проток дуж гране. Ми желимо да пронађемо максималан проток од извора {\displaystyle s} до понора {\displaystyle t}. Након сваког корака у алгоритму, следећа тврђења су тачна:
| Ограничења капацитета: | {\displaystyle \forall (u,v)\in E\ f(u,v)\leq c(u,v)}                                         | Проток кроз грану не може премашити њен капацитет. |
| Коса симетрија:        | {\displaystyle \forall (u,v)\in E\ f(u,v)=-f(v,u)}                                            | Укупан проток од {\displaystyle u} до {\displaystyle v} мора бити супротан од протока од {\displaystyle v} до {\displaystyle u} (видети пример).                                                     |
| Очување протока:       | {\displaystyle \forall u\in V:u\neq s{\text{ and }}u\neq t\Rightarrow \sum _{w\in V}f(u,w)=0} | Под условом да {\displaystyle u} није {\displaystyle s} или {\displaystyle t}. Укупан проток ка неком чвору је нула, осим ако чвор није извор, који "ствара" проток, или понор, који "троши" проток. |
Ово значи да је проток кроз мрежу дозвољени проток након сваког понављања у алгоритму. Дефинишемо резидуалну мрежу {\displaystyle G_{f}(V,E_{f})} као мрежу капацитета {\displaystyle c_{f}(u,v)=c(u,v)-f(u,v)} и без протока. Обратите пажњу да може да се деси да проток од {\displaystyle v} до {\displaystyle u} буде дозвољен у резидуалној мрежи, иако недозвољен у почетној мрежи: ако {\displaystyle f(u,v)>0} и {\displaystyle c(v,u)=0} тада
{\displaystyle c_{f}(v,u)=c(v,u)-f(v,u)=f(u,v)>0}.
Алгоритам Форд-Фулкерсон
Улаз Граф {\displaystyle G} са капацитетима {\displaystyle c}, извором {\displaystyle s} и понором {\displaystyle t}
Излаз Проток {\displaystyle f} од {\displaystyle s} до {\displaystyle t} који је максималан
1. {\displaystyle f(u,v)\leftarrow 0} за све гране {\displaystyle (u,v)}
2. Док постоји путања {\displaystyle p} од {\displaystyle s} до {\displaystyle t} у {\displaystyle G_{f}}, таква да је {\displaystyle c_{f}(u,v)>0} за све гране {\displaystyle (u,v)\in p}:
  1. Пронађи {\displaystyle c_{f}(p)=\min\{c_{f}(u,v):(u,v)\in p\}}
  2. За сваку грану{\displaystyle (u,v)\in p}
    1. {\displaystyle f(u,v)\leftarrow f(u,v)+c_{f}(p)} (Пошаљи проток дуж путање)
    2. {\displaystyle f(v,u)\leftarrow f(v,u)-c_{f}(p)} (Проток се може "вратити" касније)

Путања из корака 2 се може пронаћи уз помоћ претраге у ширину или претраге у дубину у графу {\displaystyle G_{f}(V,E_{f})}. Уколико користите претрагу у ширину, онда се зове Едмондс-Карп алгоритам.
Када се више ниједна путања не може пронаћи, тада се из {\displaystyle s} не може доћи до {\displaystyle t} у резидуалној мрежи. Ако је {\displaystyle S} скуп чворова до којих се може доћи у резидуалној мрежи из {\displaystyle s}, онда је укупан капацитет почетне мреже грана од {\displaystyle S} до {\displaystyle V} са једне стране једнак укупном протоку који смо пронашли од {\displaystyle s} до {\displaystyle t}, а са друге стране служи као горња граница за све такве протоке. То доказује да је проток који смо пронашли максималан.

## Главни пример
Следећи пример показује прве кораке Форд-Фулкерсона у проточној мрежи са 4 чвора, извором {\displaystyle A} и понором {\displaystyle D}. Овај пример показује понашање алгоритма у најгорем случају. У сваком кораку се корз мрежу шаље проток од {\displaystyle 1}. Да смо искористили претрагу у ширину, само два корака би била потребна.
| Путања                  | Капацитет | Резултујућа мрежа |
| ----------------------- | --- | ----------------- |
| Почетна мрежа           | |                   |
| {\displaystyle A,B,C,D} | {\displaystyle \min(c_{f}(A,B),c_{f}(B,C),c_{f}(C,D))=} {\displaystyle \min(c(A,B)-f(A,B),c(B,C)-f(B,C),c(C,D)-f(C,D))=} {\displaystyle \min(1000-0,1-0,1000-0)=1} |                   |
| {\displaystyle A,C,B,D} | {\displaystyle \min(c_{f}(A,C),c_{f}(C,B),c_{f}(B,D))=} {\displaystyle \min(C),c(C,B)-f(C,B),c(B,D)-f(B,D))=} {\displaystyle \min(1000-0,0-(-1),1000-0)=1}         |                   |
| Након још 1998 корака…  | |                   |
| Коначни изглед мреже.   | |                   |

Приметите како се проток "гура назад" од {\displaystyle C} до {\displaystyle B} када се тражи путања {\displaystyle A,C,B,D}.

## Незавршавајући пример
Размотрите мрежу дату десно, са извором {\displaystyle s}, понором {\displaystyle t} и капацитетима грана {\displaystyle e_{1}}, {\displaystyle e_{2}} и {\displaystyle e_{3}} {\displaystyle 1}, {\displaystyle r=({\sqrt {5}}-1)/2} и {\displaystyle 1}, а капацитет свих других грана је неко {\displaystyle M\geq 2}. Константа {\displaystyle r} је одабрана, јер {\displaystyle r^{2}=1-r}. Користимо појачавајуће путање у складу са датом табелом, где је {\displaystyle p_{1}=\{s,v_{4},v_{3},v_{2},v_{1},t\}}, {\displaystyle p_{2}=\{s,v_{2},v_{3},v_{4},t\}} и {\displaystyle p_{3}=\{s,v_{1},v_{2},v_{3},t\}}.
| Корак | Појачавајућа путања                 | Послат проток         | Преостали проток        | Преостали проток      | Преостали проток      |
| Корак | Појачавајућа путања                 | Послат проток         | {\displaystyle e_{1}}   | {\displaystyle e_{2}} | {\displaystyle e_{3}} |
| ----- | ----------------------------------- | --------------------- | ----------------------- | --------------------- | --------------------- |
| 0     |                                     |                       | {\displaystyle r^{0}=1} | {\displaystyle r}     | {\displaystyle 1}     |
| 1     | {\displaystyle \{s,v_{2},v_{3},t\}} | {\displaystyle 1}     | {\displaystyle r^{0}}   | {\displaystyle r^{1}} | {\displaystyle 0}     |
| 2     | {\displaystyle p_{1}}               | {\displaystyle r^{1}} | {\displaystyle r^{2}}   | {\displaystyle 0}     | {\displaystyle r^{1}} |
| 3     | {\displaystyle p_{2}}               | {\displaystyle r^{1}} | {\displaystyle r^{2}}   | {\displaystyle r^{1}} | {\displaystyle 0}     |
| 4     | {\displaystyle p_{1}}               | {\displaystyle r^{2}} | {\displaystyle 0}       | {\displaystyle r^{3}} | {\displaystyle r^{2}} |
| 5     | {\displaystyle p_{3}}               | {\displaystyle r^{2}} | {\displaystyle r^{2}}   | {\displaystyle r^{3}} | {\displaystyle 0}     |

Обратите пажњу на то да након корака 1, као и након корака 5, преостали капацитет грана {\displaystyle e_{1}}, {\displaystyle e_{2}} и {\displaystyle e_{3}} су у облику {\displaystyle r^{n}}, {\displaystyle r^{n+1}} and {\displaystyle 0}, за неко {\displaystyle n\in \mathbb {N} }. Ово значи да можемо користити појачавајуће путање {\displaystyle p_{1}}, {\displaystyle p_{2}}, {\displaystyle p_{1}} и {\displaystyle p_{3}} бесконачно много пута и преостали капацитет ових грана ће увек имати исти облик. Укупан проток у мрежи након корака 5 је {\displaystyle 1+2(r^{1}+r^{2})}. Ако наставимо да користимо ове појачавајуће путање, укупан проток тежи ка {\displaystyle \textstyle 1+2\sum _{i=1}^{\infty }r^{i}=3+2r}, док је максималан проток {\displaystyle 2M+1}. У овом случају се алгоритам никад не завршава, а проток ни не тежи ка максималном протоку.

## Додатни примери

### Пример 1.
Пронађимо максималан проток за мрежу са Слике 1.1
1. Итерација :
У кораку 1, поставили смо да за сваки чвор претходник и резерва буду једнаки симболу -, да резерва за {\displaystyle a}буде једнака " ∞ " и да је S = {{\displaystyle a}}. Тада имамо мрежу са Слике 1.2
У кораку 2, проверавамо да скуп S није празан и бирамо {\displaystyle a} из S.
У кораку 3, стављамо да резерва за {\displaystyle b} буде једнака min(7, ∞) = 7 и да претходник од {\displaystyle b} буде чвор {\displaystyle a}. Смештамо {\displaystyle b} у S. Такође стављамо да резерва за {\displaystyle d} буде једнака min(6, ∞) = 6, а да претходник од {\displaystyle d} буде једнак {\displaystyle a}. Смештамо {\displaystyle d} у S. 
Кораци 4,5 се не могу применити (4. корак зато што немамо ни једну неправилно оријентисану грану, а 5. корак јер {\displaystyle z} није означен), па се враћамо на корак 2. 
У кораку 2, проверавамо да скуп С није празан, а затим из S бирамо неки чвор, рецимо {\displaystyle b}. Скуп С сада садржи само {\displaystyle d}
У кораку 3, стављамо да резерва за {\displaystyle c} буде једнака min(3, 7) = 3 и да претходник од {\displaystyle c} буде чвор {\displaystyle b}. Смештамо {\displaystyle c} у S тако да је S = {{\displaystyle c},{\displaystyle d}}. 
Поново се Кораци 4,5 не могу применити, тако да се враћамо на Корак 2.
У кораку 2, проверавамо да скуп С није празан и бирамо неки чвор, рецимо {\displaystyle c} из S. Скуп S поново садржи само {\displaystyle d}. 
У кораку 3, стављамо резерву за {\displaystyle z} на min(3,5) = 3 и претходник од {\displaystyle z} постаје чвор {\displaystyle c}. Не смештамо {\displaystyle z} у S. 
У кораку 4, означили бисмо {\displaystyle d} али је већ означено. 
У кораку 5, видимо да је {\displaystyle z} означено и користећи функцију претходника, откривамо да имамо ланац {\displaystyle a} → {\displaystyle b} → {\displaystyle c} → {\displaystyle z} са тежинама грана (7,0) → (3,0) → (5,0) и додајуци 3, резерву за {\displaystyle z} протоку сваке гране тј. другој кординати гране, добијамо ланац {\displaystyle a} → {\displaystyle b} → {\displaystyle c} → {\displaystyle z} са тезинама (7,3) → (3,3) → (5,3) што нам даје мрежу са Слике 1.3. 
2. Итерација:
Сада се враћамо на корак 1, где поново подешавамо ознаке и претходнике и нека је S = {{\displaystyle a}}.
У кораку 2, бирамо а из S. 
U кораку 3, подешавамо да резерва за {\displaystyle b} буде једнака min(∞,7-3) = 4 и да претходник од {\displaystyle b} буде чвор {\displaystyle a}. Смештамо {\displaystyle b} у S. Такође стављамо да резерва за {\displaystyle d} буде једнака 6 и стављамо да претходник од {\displaystyle d} буде чвор {\displaystyle a}. Смештамо {\displaystyle d} у S.
Кораци 4,5 се не могу применити, тако да се враћамо на корак 2.
У кораку 2, бирамо {\displaystyle b} из С. Како проток од {\displaystyle b} до {\displaystyle c} једнак капацитету гране од {\displaystyle b} до {\displaystyle c}, не можемо да применимо корак 3 и означимо {\displaystyle c}.
У кораку 2, бирамо {\displaystyle d} из S. 
У кораку 3, подешавамо да резерва за {\displaystyle z} буде једнака min(6,2) = 2 и да претходник од {\displaystyle z} буде чвор {\displaystyle d}. Не смештамо {\displaystyle z} у S. 
У кораку 5, видимо да је {\displaystyle z} означено и користећи функцију претходника, откривамо да имамо ланац {\displaystyle a} → {\displaystyle d} → {\displaystyle z} са тежинама грана (6,0) → (2,0) и додајуци 2, резерву за {\displaystyle z} протоку сваке гране тј. другој кординати гране, добијамо ланац {\displaystyle a} → {\displaystyle d} → {\displaystyle z} са тежинама грана (6,2) → (2,2) што нам даје мрежу са Слике 1.4. 
3. Итерација:
Сада се враћамо на корак 1 и понављамо поступак док не добијемо ланаc {\displaystyle a} → {\displaystyle d} → {\displaystyle c} → {\displaystyle z} са тежинама грана (6,2) → (2,0) → (5,3) и додајући 2, резерву од {\displaystyle z} протоку сваке гране, добијамо ланац {\displaystyle a} → {\displaystyle d} → {\displaystyle c} → {\displaystyle z} са тежинама грана (6,4) → (2,2) → (5,5) што нам даје Слику 1.5
4. Итерација:
Сада се враћамо на корак 1 где поново поништавамо ознаке и претходнике и постављамо S = {{\displaystyle a}}.
У кораку 2, бирамо {\displaystyle a} из S. 
У кораку 3, као и раније, стављамо да резерва за {\displaystyle b} буде једнака 4 и да претходник од {\displaystyle d} буде чвор {\displaystyle a}. Смештамо {\displaystyle b} у S. Такође стављамо да резерва за {\displaystyle d} буде једнака 6 - 4 = 2 и смештамо {\displaystyle d} у S.
Враћамо се на корак 2. Бирамо {\displaystyle b} из S. Како је проток од {\displaystyle b} до {\displaystyle c} једнак капацитету гране од {\displaystyle b} до {\displaystyle c}, не можемо да означимо {\displaystyle c}, тако да треба да се вратимо на корак 2.
Корак 2, бирамо {\displaystyle d} из S. Како је проток од {\displaystyle d} до {\displaystyle c} једнак њиховом капацитету, не можемо да означимо {\displaystyle c} и {\displaystyle z}. Поново се враћамо на корак 2, али је скуп S празан, тако да смо завршили.
Коначан проток приказан је на Слици 1.6 и он представља збир протока у свим итерацијама тј. у овом случају 3 + 2 + 2 = 7.
[[Датотека:Slika 2.2.png|350п|thumbnail|center|Љ

### ПРИМЕР 2. (са неправилно оријентисаном граном)
Пронађимо максималан проток за мрежу са Слике 2.1
1. Итерација :
Овога пута даћемо мање детаља за неколико првих итерација.
У првој итерацији означавамо {\displaystyle a}(-,∞) , {\displaystyle b(a,9)} , {\displaystyle d(a,8)} , {\displaystyle c(b,4)} , {\displaystyle e(b,6)} , {\displaystyle z(c,4)}. То нам даје пут {\displaystyle a} - {\displaystyle z} и добијамо ланац {\displaystyle a} → {\displaystyle b} → {\displaystyle c} → {\displaystyle z} са тежинама грана (9,0) → (4,0) → (8,0) и додајући 4, резерву од {\displaystyle z} протоку сваке гране, добијамо ланац {\displaystyle a} → {\displaystyle b} → {\displaystyle c} → {\displaystyle z} са тежинама грана (9,4) → (4,4) → (8,4) што нам даје Слику 2.2
2. Итерација :
У другом пролазу означавамо {\displaystyle a}(-,∞), {\displaystyle b(a,5)}, {\displaystyle d(a,8)}, {\displaystyle c(d,4)}, {\displaystyle e(d,8)}, {\displaystyle z(e,7)}. То нам даје пут {\displaystyle a} - {\displaystyle z} и добијамо ланац {\displaystyle a} → {\displaystyle d} → {\displaystyle e} → {\displaystyle z} са тежинама грана (8,0) → (9,0) → (7,0) и додајући 7, резерву од {\displaystyle z} протоку сваке гране, добијамо ланац {\displaystyle a} → {\displaystyle d} → {\displaystyle e} → {\displaystyle z} са тежинама грана (8,7) → (9,7) → (7,7) што нам даје Слику 2.3
3. Итерација :
У трећем пролазу означавамо {\displaystyle a}(-,∞) , {\displaystyle b(a,5)} , {\displaystyle d(a,1)} , {\displaystyle c(d,1)} , {\displaystyle e(d,1)} , {\displaystyle z(c,1)}. То нам даје пут {\displaystyle a} - {\displaystyle z} и добијамо ланац {\displaystyle a} → {\displaystyle d} → {\displaystyle c} → {\displaystyle z} са тежинама грана (8,7) → (4,0) → (8,4) и додајући 1, резерву од {\displaystyle z} протоку сваке гране, добијамо ланац {\displaystyle a} → {\displaystyle d} → {\displaystyle c} → {\displaystyle z} са тежинама грана (8,8) → (4,1) → (8,5) што нам даје Слику 2.4.
4. Итерација :
Од сада постаје интересантно тако да ћемо обратити пажњу на детаље. Означавамо {\displaystyle b(a,5)} али не можемо да означимо {\displaystyle d} и смештамо само {\displaystyle b} у S. Бирајући {\displaystyle b} из S, не можемо да означимо {\displaystyle c}, али означавамо {\displaystyle e(b,5)} и смештамо {\displaystyle e} у S. Бирајући {\displaystyle e} из S, не можемо да означимо {\displaystyle z}, али како {\displaystyle d} није означено, можемо то да учинимо . Како грана ({\displaystyle d},{\displaystyle e}) није правилно оријентисана, допуштамо да резерва од {\displaystyle d} буде једнака min(7,5) = 5. Стављамо да претходник од {\displaystyle d} буде једнак {\displaystyle e} и смештамо {\displaystyle d} у S (Корак 4. у Поступку). Бирајући {\displaystyle d} из S, једини избор који имамо је да означимо {\displaystyle c(d,3)} и сместимо {\displaystyle c} у S. Бирамо {\displaystyle c} из S и означавамо {\displaystyle z(c,3)} .
То нам даје пут {\displaystyle a} - {\displaystyle z} и добијамо ланац {\displaystyle a} → {\displaystyle b} → {\displaystyle e} ← {\displaystyle d} → {\displaystyle c} → {\displaystyle z} са тежинама грана (9,4) → (6,0) → (9,7) ← (4,1) → (8,5) и како је резерва од {\displaystyle z} једнака 3, сваком протоку додајемо 3, осим оном за грану ({\displaystyle d},{\displaystyle e}). Пошто она није правилно оријентисана, одузимамо 3 од протока ове гране и добијамо ланац {\displaystyle a} → {\displaystyle b} → {\displaystyle e} ← {\displaystyle d} → {\displaystyle c} → {\displaystyle z} са тежинама грана (9,7) → (6,3) → (9,4) ← (4,4) → (8,8) што нам даје Слику 2.5.
5. Итерација :
Сада можемо да почнемо завршни пролаз. Почињемо са S = {{\displaystyle a}}. Уклањамо {\displaystyle a} из S, означавамо {\displaystyle b(a,2)} и смештамо {\displaystyle b} у S. Бирамо {\displaystyle b} из S, означавамо {\displaystyle e(b,2)}, {\displaystyle c} не можемо да означимо из {\displaystyle b}. Смештамо {\displaystyle e} у S. Бирамо {\displaystyle e} из S , означавамо {\displaystyle d(e,2)} пошто је резерва од {\displaystyle d} једнака минимуму протока гране ({\displaystyle d},{\displaystyle e}) и резерва од {\displaystyle d} (Корак 4. у Поступку). Затим смештамо {\displaystyle d} у S. Потом бирамо {\displaystyle d} из S, али не можемо да извршимо било који од преосталих корака, па се враћамо на корак 2. Али скуп С је празан, па завршавамо. Сада имамо Слику 2.6.
Коначан проток приказан је на Слици 2.6 и он представља збир протока у свим итерацијама тј. у овом случају 4 + 7 + 1 + 3 = 15.

## Сложеност
Додајући појачавајуће путање протоку који је већ утврђен у графу доћи ћемо до максималног протока када више не будемо могли да пронађемо нове појачавајуће путање. Међутим, не постоји сигурност да ће се до ове ситуације икад доћи, тако да је једино сигурно да уколико се алгоритам заустави да ће одговор бити тачан. У случају да алгоритам ради бесконачно, може се десити да проток уопште не конвергира ка максималном протоку. Али, ова ситуација се догађа само са ирационалним вредностима протока. Када су капацитети цели бројеви, време извршавања је ограничено са {\displaystyle O(Ef)} (видети велико О), где је {\displaystyle E} број грана у графу и {\displaystyle f} максималан проток графа. Ово је зато што се појачавајућа путања може пронаћи у {\displaystyle O(E)} времена и повећати проток за целобројну вредност која је минимум {\displaystyle 1}.
Варијација Форд-Фулкерсон алгоритма који гарантује завршетак и временски је независна од максималног протока у графу је Едмондс-Карп алгоритам који раду времену {\displaystyle O(VE^{2})}.

## Пајтон имплементација
```
class
 
Edge
(
object
):

    
def
 
__init__
(
self
,
 
u
,
 
v
,
 
w
):

        
self
.
source
 
=
 
u

        
self
.
sink
 
=
 
v
  
        
self
.
capacity
 
=
 
w

    
def
 
__repr__
(
self
):

        
return
 
"
%s
->
%s
:
%s
"
 
%
 
(
self
.
source
,
 
self
.
sink
,
 
self
.
capacity
)

class
 
FlowNetwork
(
object
):

    
def
 
__init__
(
self
):

        
self
.
adj
 
=
 
{}

        
self
.
flow
 
=
 
{}

 
    
def
 
add_vertex
(
self
,
 
vertex
):

        
self
.
adj
[
vertex
]
 
=
 
[]

 
    
def
 
get_edges
(
self
,
 
v
):

        
return
 
self
.
adj
[
v
]

 
    
def
 
add_edge
(
self
,
 
u
,
 
v
,
 
w
=
0
):

        
if
 
u
 
==
 
v
:

            
raise
 
ValueError
(
"u == v"
)

        
edge
 
=
 
Edge
(
u
,
v
,
w
)

        
redge
 
=
 
Edge
(
v
,
u
,
0
)

        
edge
.
redge
 
=
 
redge

        
redge
.
redge
 
=
 
edge

        
self
.
adj
[
u
]
.
append
(
edge
)

        
self
.
adj
[
v
]
.
append
(
redge
)

        
self
.
flow
[
edge
]
 
=
 
0

        
self
.
flow
[
redge
]
 
=
 
0

 
    
def
 
find_path
(
self
,
 
source
,
 
sink
,
 
path
):

        
if
 
source
 
==
 
sink
:

            
return
 
path

        
for
 
edge
 
in
 
self
.
get_edges
(
source
):

            
residual
 
=
 
edge
.
capacity
 
-
 
self
.
flow
[
edge
]

            
if
 
residual
 
>
 
0
 
and
 
edge
 
not
 
in
 
path
:

                
result
 
=
 
self
.
find_path
(
 
edge
.
sink
,
 
sink
,
 
path
 
+
 
[
edge
])
 
                
if
 
result
 
!=
 
None
:

                    
return
 
result

 
    
def
 
max_flow
(
self
,
 
source
,
 
sink
):

        
path
 
=
 
self
.
find_path
(
source
,
 
sink
,
 
[])

        
while
 
path
 
!=
 
None
:

            
residuals
 
=
 
[
edge
.
capacity
 
-
 
self
.
flow
[
edge
]
 
for
 
edge
 
in
 
path
]

            
flow
 
=
 
min
(
residuals
)

            
for
 
edge
 
in
 
path
:

                
self
.
flow
[
edge
]
 
+=
 
flow

                
self
.
flow
[
edge
.
redge
]
 
-=
 
flow

            
path
 
=
 
self
.
find_path
(
source
,
 
sink
,
 
[])

        
return
 
sum
(
self
.
flow
[
edge
]
 
for
 
edge
 
in
 
self
.
get_edges
(
source
))

```

## Јава имплементација
```
import
 
java.util.*
;

import
 
java.lang.*
;

import
 
java.io.*
;

import
 
java.util.LinkedList
;

 

class
 
MaxFlow

{

    
static
 
final
 
int
 
V
 
=
 
6
;
 
//Broj cvorova grafa

 

    
/* Vraca true ako postoji put od pocetnog

        cvora do krajnjeg (cilja) u grafu, 

        takodje popunjava parent[] da zapamti put

       */

    
boolean
 
bfs
(
int
 
rGraph
[][]
,
 
int
 
s
,
 
int
 
t
,
 
int
 
parent
[]
)

    
{

        
// Napravi listu posecenih elemenata, na pocetku stavi da su svi

        
// neposeceni

        
boolean
 
visited
[]
 
=
 
new
 
boolean
[
V
]
;

        
for
(
int
 
i
=
0
;
 
i
<
V
;
 
++
i
)

            
visited
[
i
]=
false
;

 

        
LinkedList
<
Integer
>
 
queue
 
=
 
new
 
LinkedList
<
Integer
>
;

        
queue
.
add
(
s
);

        
visited
[
s
]
 
=
 
true
;

        
parent
[
s
]=-
1
;

 

        
// BFS pretraga

        
while
 
(
queue
.
size

!=
0
)

        
{

            
int
 
u
 
=
 
queue
.
poll
;

 

            
for
 
(
int
 
v
=
0
;
 
v
<
V
;
 
v
++
)

            
{

                
if
 
(
visited
[
v
]==
false
 
&&
 
rGraph
[
u
][
v
]
 
>
 
0
)

                
{

                    
queue
.
add
(
v
);

                    
parent
[
v
]
 
=
 
u
;

                    
visited
[
v
]
 
=
 
true
;

                
}

            
}

        
}

 

        
// Ako smo dosli do ciljnog cvora u BFS-u onda 

        
// vrati true u suprotnom vrati false

        
return
 
(
visited
[
t
]
 
==
 
true
);

    
}

 

    
// Vraca maksimalni protok od s do t za dati graf

    
int
 
fordFulkerson
(
int
 
graph
[][]
,
 
int
 
s
,
 
int
 
t
)

    
{

        
int
 
u
,
 
v
;

 

        
int
 
rGraph
[][]
 
=
 
new
 
int
[
V
][
V
]
;

 

        
for
 
(
u
 
=
 
0
;
 
u
 
<
 
V
;
 
u
++
)

            
for
 
(
v
 
=
 
0
;
 
v
 
<
 
V
;
 
v
++
)

                
rGraph
[
u
][
v
]
 
=
 
graph
[
u
][
v
]
;

 

        
// Lista je popunjena u BFS- u i pamti puteve

        
int
 
parent
[]
 
=
 
new
 
int
[
V
]
;

 

        
int
 
max_flow
 
=
 
0
;
  
// na pocetku je protok 0

 

        
// Augmentuj protok dokle god postoji put od izvora do cilja 

        
while
 
(
bfs
(
rGraph
,
 
s
,
 
t
,
 
parent
))

        
{

           

            
// Pronadji maksimalan protok za pronadjeni put od s do t

            
int
 
path_flow
 
=
 
Integer
.
MAX_VALUE
;

            
for
 
(
v
=
t
;
 
v
!=
s
;
 
v
=
parent
[
v
]
)

            
{

                
u
 
=
 
parent
[
v
]
;

                
path_flow
 
=
 
Math
.
min
(
path_flow
,
 
rGraph
[
u
][
v
]
);

            
}

 

            
// Povecaj kapacitete grana i umanji ako ima onih sa obrnutim smerom, 

            
// duz nadjene putanje 

            
for
 
(
v
=
t
;
 
v
 
!=
 
s
;
 
v
=
parent
[
v
]
)

            
{

                
u
 
=
 
parent
[
v
]
;

                
rGraph
[
u
][
v
]
 
-=
 
path_flow
;

                
rGraph
[
v
][
u
]
 
+=
 
path_flow
;

            
}

 

            
// Dodajemo trenutni protok konacnom maksimalnom protoku kroz mrezu

            
max_flow
 
+=
 
path_flow
;

        
}

 

        
// Vracamo konacan max protok

        
return
 
max_flow
;

    
}

 

    
// Main metod za testiranje algoritma

    
public
 
static
 
void
 
main
 
(
String
[]
 
args
)
 
throws
 
java
.
lang
.
Exception

    
{

        
// Kreiramo proizvoljan graf

        
int
 
graph
[][]
 
=
new
 
int
[][]
 
{
 
{
0
,
 
16
,
 
13
,
 
0
,
 
0
,
 
0
},

                                     
{
0
,
 
0
,
 
10
,
 
12
,
 
0
,
 
0
},

                                     
{
0
,
 
4
,
 
0
,
 
0
,
 
14
,
 
0
},

                                     
{
0
,
 
0
,
 
9
,
 
0
,
 
0
,
 
20
},

                                     
{
0
,
 
0
,
 
0
,
 
7
,
 
0
,
 
4
},

                                     
{
0
,
 
0
,
 
0
,
 
0
,
 
0
,
 
0
}

                                   
};

        
MaxFlow
 
m
 
=
 
new
 
MaxFlow
;

 

        
System
.
out
.
println
(
"Maksimalan protok kroz mrezu je  "
 
+

                           
m
.
fordFulkerson
(
graph
,
 
0
,
 
5
));

 

    
}

}

```

## C++имплементација
```
#include
 
<iostream>

#include
 
<limits.h>

#include
 
<string.h>

#include
 
<queue>

using
 
namespace
 
std
;

 

// Broj cvorova u grafu

#define V 6

 

  
/* Vraca true ako postoji put od pocetnog

        cvora do krajnjeg (cilja) u grafu, 

        takodje popunjava parent[] da zapamti put

       */

bool
 
bfs
(
int
 
rGraph
[
V
][
V
],
 
int
 
s
,
 
int
 
t
,
 
int
 
parent
[])

{

    
// Napravi listu posecenih elemenata, na pocetku stavi da su svi

    
// neposeceni

    
bool
 
visited
[
V
];

    
memset
(
visited
,
 
0
,
 
sizeof
(
visited
));

 

    
queue
 
<
int
>
 
q
;

    
q
.
push
(
s
);

    
visited
[
s
]
 
=
 
true
;

    
parent
[
s
]
 
=
 
-1
;

 

    
// BFS pretraga

    
while
 
(
!
q
.
empty
)

    
{

        
int
 
u
 
=
 
q
.
front
;

        
q
.
pop
;

 

        
for
 
(
int
 
v
=
0
;
 
v
<
V
;
 
v
++
)

        
{

            
if
 
(
visited
[
v
]
==
false
 
&&
 
rGraph
[
u
][
v
]
 
>
 
0
)

            
{

                
q
.
push
(
v
);

                
parent
[
v
]
 
=
 
u
;

                
visited
[
v
]
 
=
 
true
;

            
}

        
}

    
}

 

   
// Ako smo dosli do ciljnog cvora u BFS-u onda 

   
// vrati true u suprotnom vrati false

    
return
 
(
visited
[
t
]
 
==
 
true
);

}

 

 
// Vraca maksimalni protok od s do t za dati graf

int
 
fordFulkerson
(
int
 
graph
[
V
][
V
],
 
int
 
s
,
 
int
 
t
)

{

    
int
 
u
,
 
v
;

 

    
int
 
rGraph
[
V
][
V
];
 

    
for
 
(
u
 
=
 
0
;
 
u
 
<
 
V
;
 
u
++
)

        
for
 
(
v
 
=
 
0
;
 
v
 
<
 
V
;
 
v
++
)

             
rGraph
[
u
][
v
]
 
=
 
graph
[
u
][
v
];

 

    
int
 
parent
[
V
];
 
// Lista je popunjena u BFS- u i pamti puteve

 

    
int
 
max_flow
 
=
 
0
;
  

 

     
// Augmentuj protok dokle god postoji put od izvora do cilja 

    
while
 
(
bfs
(
rGraph
,
 
s
,
 
t
,
 
parent
))

    
{

       
// Pronadji maksimalan protok za pronadjeni put od s do t

        
int
 
path_flow
 
=
 
INT_MAX
;

        
for
 
(
v
=
t
;
 
v
!=
s
;
 
v
=
parent
[
v
])

        
{

            
u
 
=
 
parent
[
v
];

            
path_flow
 
=
 
min
(
path_flow
,
 
rGraph
[
u
][
v
]);

        
}

 

        
// Povecaj kapacitete grana i umanji ako ima onih sa obrnutim smerom, 

        
// duz nadjene putanje 

        
for
 
(
v
=
t
;
 
v
 
!=
 
s
;
 
v
=
parent
[
v
])

        
{

            
u
 
=
 
parent
[
v
];

            
rGraph
[
u
][
v
]
 
-=
 
path_flow
;

            
rGraph
[
v
][
u
]
 
+=
 
path_flow
;

        
}

 

        
// Dodaj trenutni protok maksimalnom protoku

        
max_flow
 
+=
 
path_flow
;

    
}

 

    
// Vrati max protok

    
return
 
max_flow
;

}

 

// Main funkcija za testiranje algoritma

int
 
main


{

    
int
 
graph
[
V
][
V
]
 
=
 
{
 
{
0
,
 
16
,
 
13
,
 
0
,
 
0
,
 
0
},

                        
{
0
,
 
0
,
 
10
,
 
12
,
 
0
,
 
0
},

                        
{
0
,
 
4
,
 
0
,
 
0
,
 
14
,
 
0
},

                        
{
0
,
 
0
,
 
9
,
 
0
,
 
0
,
 
20
},

                        
{
0
,
 
0
,
 
0
,
 
7
,
 
0
,
 
4
},

                        
{
0
,
 
0
,
 
0
,
 
0
,
 
0
,
 
0
}

                      
};

 

    
cout
 
<<
 
"Maksimalan protok kroz mrezu je :  "
 
<<
 
fordFulkerson
(
graph
,
 
0
,
 
5
);

 

    
return
 
0
;

}

```